# Bístrovka
Bístrovka (en rus: Быстровка) és un poble del krai de Krasnoiarsk, a Rússia, segons el cens del 2010 tenia 55 habitants. Pertany al districte municipal d'Àban.